# Eden Phillpotts
Eden Phillpotts  (4 noiembrie 1862 – 29 decembrie 1960) a fost un autor englez, poet și dramaturg. S-a născut la Mount Abu, India Britanică, a fost educat în Plymouth, Devon.
A scris două piese de teatru împreună cu fiica sa  Adelaide Phillpotts, The Farmer's Wife (1924) și Yellow Sands (1926); dar este cel mai bine cunoscut ca autor al mai multor romane, piese de teatru și poezii despre Dartmoor. Ciclul său Dartmoor de 18 romane și două volume de povestiri scurte are încă mulți cititori  în ciuda faptului că mai multe titluri nu se mai tipăresc.  

## Lucrări
Romane
- The End of a Life (1891)
- Folly and Fresh Air (1891)
- A Tiger's Club (1892)
- A Deal with the Devil (1895)
- Some Every-day Folks (1895)
- My Laughing Philosopher (1896)
- Down Dartmoor Way (1896)
- Lying Prophets: A Novel (1897)
- Children of the Mist (1898)
- Sons of the Morning (1900)[10]
- The Good Red Earth (1901)
- The River (1902)
- Old Delabole (1903)
- The Golden Fetich (1903)
- The American Prisoner (1904)
- The Farm of the Dagger (1904)
- The Secret Woman (1905)
- The Poacher's Wife (1906) AKA Daniel Sweetland (1906)
- The Sinews of War: A Romance of London and the Sea (1906) with Arnold Bennett
- Doubloons (1906) with Arnold Bennett
- The Portreeve (1906)
- The Whirlwind (1907)
- The Mother (1908)
- The Virgin in Judgment (1908) AKA A Fight to Finish (1911)
- The Statue: A Story of International Intrigue and Mystery (1908) with Arnold Bennett
- The Three Brothers (1909)
- The Fun of the Fair (1909)
- The Haven (1909)
- The Flint Heart: A Fairy Story (1910)
- The Thief of Virtue (1910)
- The Beacon (1911)
- Demeter's Daughter (1911)
- The Three Knaves (1912)
- The Forest on the Hill (1912)
- The Lovers: A Romance (1912)
- Widecombe Fair (1913)
- The Joy of Youth (1913)
- The Old Time Before Them (1913)
- Faith Tresilion (1914)
- The Master of Merripit (1914)
- Brunel's Tower (1915)
- The Green Alleys: A Comedy (1916)
- The Banks of Colne: (the Nursery) (1917)
- The Girl and the Faun (1917)
- The Spinners (1918)
- From the Angle of Seventeen (1912)
- Evander (1919)
- Storm in a Teacup (1919)
- Miser's Money (1920)
- Eudocia (1921)
- The Grey Room (1921)
- The Bronze Venus (1921)
- Orphan Dinah (1920)
- The Red Redmaynes (1922)
- Pan and the Twins (1922)
- Number 87 (1922)
- The Thing at Their Heels (1923)
- Cheat-the-boys; a Story of the Devonshire Orchards (1924)
- Redcliff (1924)
- The Treasures of Typhon (1924)
- The Lavender Dragon (1924)
- Who Killed Diana? (1924)
- Circé's Island (1924)
- A Voice from the Dark (1925)
- The Monster (1925)
- George Westover (1926)
- The Marylebone Miser (1926) AKA Jig-Saw (1926)
- Cornish Droll: A Novel (1926)
- The Miniature (1926)
- The Jury (1927)
- Arachne (1928)
- Children of Men (1928)
- The Ring Fence (1928)
- Tryphena (1929)
- The Apes (1929)
- The Three Maidens (1930)
- Alcyone (a Fairy Story) (1930)
- "Found Drowned" (1931)
- A Clue from the Stars (1932)
- The Broom Squires (1932)
- Stormbury, A Story of Devon (1932)
- The Captain's Curio (1933)
- Bred in the Bone (1933)
- Witch's Cauldron (1933)
- Nancy Owlett (1933)
- Minions of the Moon (1934)
- Ned of the Caribbees (1934)
- Portrait of a Gentleman (1934)
- Mr. Digweed and Mr. Lumb: A Mystery Novel (1934)
- The Oldest Inhabitant: A Comedy (1934)
- A Close Call (1936)
- The Owl of Athene (1936)
- The White Camel: A Story of Arabia (1936)
- The Anniversary Murder (1936)
- The Wife of Elias: A Mystery Novel (1937)
- Wood-nymph (1937)
- Farce in Three Acts (1937)
- Portrait of a Scoundrel (1938)
- Saurus (1938)
- Lycanthrope, the Mystery of Sir William Wolf (1938)
- Dark Horses (1938)
- Golden Island (1938)
- Thorn in Her Flesh (1939)
- Tabletop (1939) with Arnold Bennett
- Monkshood (1939)
- Chorus of Clowns (1940)
- Goldcross (1940)
- Awake Deborah! (1941)
- Ghostwater (1941)
- The Deed Without a Name (1942)
- Pilgrims of the Night (1942)
- A Museum Piece (1943)
- Flower of the Gods (1943)
- The Changeling (1944)
- The Drums of Dombali (1945)
- They Were Seven: (A Mystery) (1945)
- Quartet (1946)
- The Fall of the House of Heron (1948)
- Address Unknown (1949)
- The Waters of Walla (1950)
- Through a Glass Darkly (1951)
- George and Georgina: A Mystery Story (1952)
- His Brother's Keeper (1953)
- The Widow Garland (1955)
- Connie Woodland (1956)
- Giglet Market (1957)
- There Was an Old Man (1959)

Cărți  de ficțiune scurtă 
- My Adventure in the Flying Scotsman; a Romance of London and North-Western Railway Shares (1888)
- The Human Boy (1899)
- Loup-garou! (1899)
- Summer Clouds and Other Stories (1893)
- Fancy Free (1901)
- The Striking Hours (1901)
- The Transit of the Red Dragon: And Other Tales (1903)
- Knock at a Venture (1905)
- The Unlucky Number (1906)
- The Folf Afield (1907)
- Tales of the Tenements (1910)
- The Judge's Chair (1914)
- The Human Boy and the War (1916)
- Chronicles of St. Tid (1918)
- Black, White, and Brindled (1923)
- Up Hill, Down Dale: A Volume of Short Stories (1925)
- Peacock House and Other Mysteries (1926)
- It happened Like That, a New Volume of Short Stories (1928)
- Brother Man (1928)
- The Torch and Other Tales (1929)
- Cherry Gambol and Other Stories (1930)
- They Could Do No Other: A Volume of Stories (1932)
- Once upon a Time (1936)
- The Hidden Hand (1952)

Poezie
- Up-Along and Down-Along (1905)
- Wild Fruit (1911)
- The Iscariot (1912)
- Delight and Other Poems (1916)
- Plain Song (1917)
- A Shadow Passes'. [Observations and Poems] (1918)
- As the Wind Blows (1920)
- A Dish of Apples (1921)
- Pixies' Plot (1922)
- Thoughts in Prose and Verse (1924)
- Cherry-Stones (1924)
- A Harvesting (1924)
- Brother Beast (1928)
- Goodwill (1928)
- For Remembrance (1929)
- A Hundred Sonnets (1929)
- A Hundred Lyrics (1930)
- Becoming (1932)
- Song of a Sailor Man: A Narrative Poem (1933)
- Sonnets from Nature (1935)
- A Dartmoor Village (1937)
- Miniatures (1942)
- The Enchanted Wood (1948)
- One Thing and Another [Essays and poems.] (1954)

Piese de teatru
- The Prude's Progress: A Comedy with Jerome K. Jerome (1895)
- A Golden Wedding: An Original Comedy in One Act (1899)
- A Breezy Morning (1904)
- A Pair of Knickerbockers (1900)
- Curtain Raisers (1912)
- The Shadow; A Play in Three Acts (1913)
- The Mother: A Play in Four Acts (1914)
- The Secret Woman; A Play in Five Acts (1914)
- The Angel in the House: A Comedy in Three Acts (1915)
- Arachne; A Play (1920) By Adelaide Eden Phillpotts
- St. George and the Dragons: A Comedy in Three Acts (1919) AKA *The bishop's night out (1929)
- The Market-Money. A Play in One Act (1923)
- Bed Rock: A Comedy in Three Acts (1924)
- Devonshire Cream: A Comedy in Three Acts (1925)
- A Comedy Royal (1925) Dramatization of Eudocia (1921)
- Yellow Sands (1926)
- The Farmer's Wife (1926)
- The Blue Comet: A Comedy in Three Acts (1927)
- The Runaways: A Comedy in Three Acts (1928)
- Three Short Plays: The Market-money; Something to Talk about; The Purple Bedroom (1928)
- Buy a Broom: A Comedy in Three Acts (1929)
- Jane's Legacy: A Folk Play in Three Acts (1931)
- The Good Old Days: A Comedy in Three Acts (1932)
- Bert: A Play in One Act (1932)
- A Cup of Happiness: A Comedy (1933)
- At the 'bus-stop: A Duologue for Two Women (1943)
- The Orange Orchard (1951) Based on The Waters of Walla

Non-ficțiune
- In Sugar-Cane Land (1890)
- My Garden (1906)
- Dance of the Months. [Sketches of Dartmoor and poems.] (1911)
- My Shrubs (1915)
- My Devon Year (1916)
- One Hundred Pictures from Eden Phillpotts / Selected by L.H. Brewitt (1919)
- A West Country Pilgrimage (1920) [Essays and verse.]
- A West Country Sketch Book (1928) Essays from Dance of the Months and A West Country Pilgrimage with one new essay.
- Essays in Little (1931)
- Handmade Paper: Its Method of Manufacture as Described in the Novel "Storm in a Teacup" (1932)
- A Year with Bisshe-Bantam (1934)
- A Mixed Grill (1940) Essays.
- From the Angle of 88 (1951)
- Selected Letters (1984)

### Antologii
- Three plays: The shadows; The mother; The secret woman (1913)
- Circe's Island and The Girl & The Faun (1925)
- The Complete Human Boy. Comprising "The Human Boy," "The Human Boy Again," "The Human Boy and the War," "The Human Boy's Diary," "From the Angle of Seventeen," Etc. (1930)
- West Country Plays (1933) [Buy a Broom and A Cup of Happiness.]
- The Book of Avis: A Trilogy Comprising Bred in the Bone, Witch's Cauldron, A Shadow Passes [1936]